# Tempel

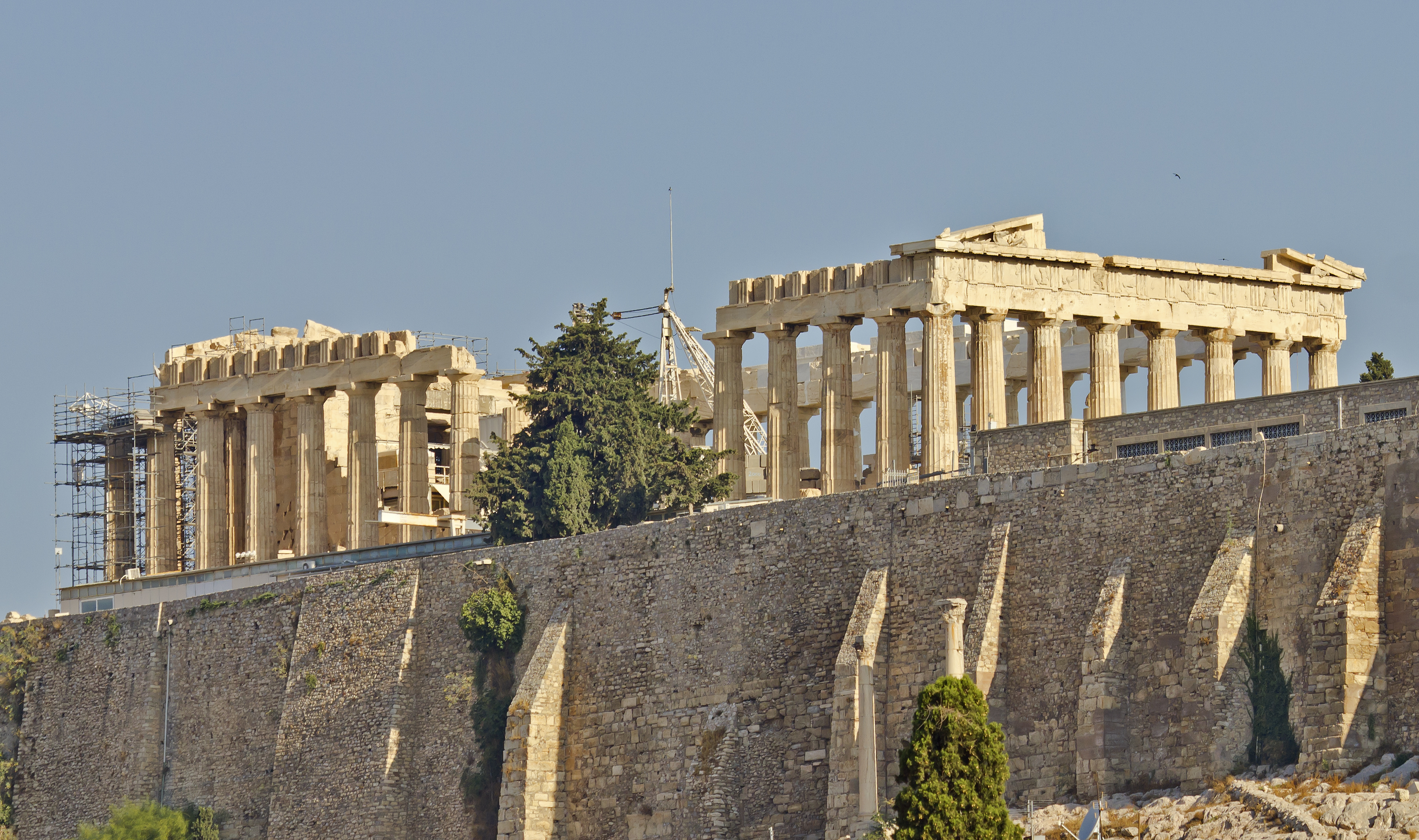
Parthenon, Akropolis.

Ett tempel (av latinets templum) är en större helgedom, kultplats eller gudstjänstlokal, det vill säga en byggnad som är avsedd för religionsutövning, till exempel böner, offerritualer och andra riter. Templet är i många religioner den centrala platsen för dyrkan och tillbedjan och anses vara en helgedom. Ordet "tempel" kommer från latinets templum och dateras tillbaka till 600-talet f.Kr. Inom många religioner använder man dock andra ord än tempel för byggnaden.
Tempelbyggnader i någon form har troligen funnits mycket länge, de äldsta säkra beläggen är dock Göbekli Tepe från omkring 12.000 f. Kr.

## Typer av tempel
Templets funktion och utseende beror på den enskilda religionen. De gamla grekiska templen hade dess ingång på kortsidan. Taken var spetsiga och bildade då en triangel på kortsidan. Den symbolen finns kvar än idag och markerar ofta våra ingångar. Tempel, eller egentligen heliga byggnader tillämpade för religionsutövning, förekom och förekommer inom de flesta organiserade religioner i den gamla världen. Hos animistiska religioner saknas oftast särskilda byggnader för religionsutövning; animister tillber bland annat vid heliga platser i naturen och vid offerplatser.
Tempel förekom hos de flesta religioner i den antika världen, och berömda tempelbyggnader har bevarats från bland annat de grekiska och romerska religionerna. Jerusalems tempel var den viktigaste helgedomen inom judendomen. I Asien kan nämnas att tempel används bland annat inom hinduismen, buddhismen och shintoismen. En nyare och västerländsk religiös rörelse som har tempel är Sista dagars heliga-rörelsen (mormonerna).
Såväl under den mediterrana antiken som i dagens ostasien har templets status som juridisk person och ägarförhållandena varierat kraftigt. Några förekommande modeller har varit: Statligt ägda tempel, kommunalt ägda tempel, tempel ägda av trossamfund, tempel ägda av collegia av präster (eller munkar) och familjeägda tempel.
Även de abrahamitiska religionernas gudahus räknas som typer av tempel. Inom både judendom, främst reformisk judendom och kristendom – främst ortodox kristendom, men även romersk-katolsk och evangelisk kristendom – används ibland ordet tempel istället för synagoga respektive kyrka. I Sverige benämns till exempel Gustav Vasa kyrka i Stockholm så i kartuschen över huvudentrén: ”Till Guds den allsmäktigas ära invigdes detta tempel av konung Oscar II...”

## Galleri

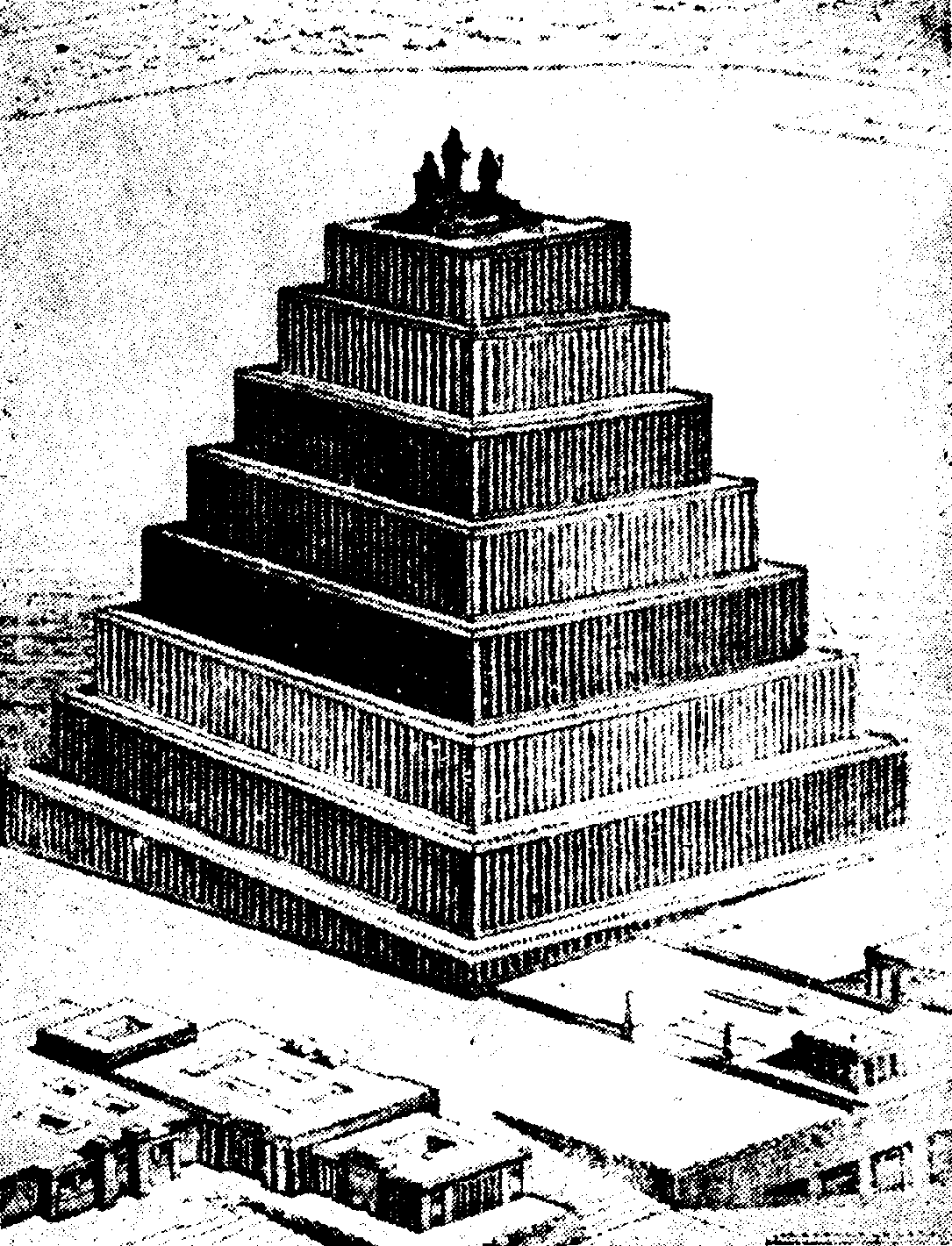
Babyloniskt tempeltorn.
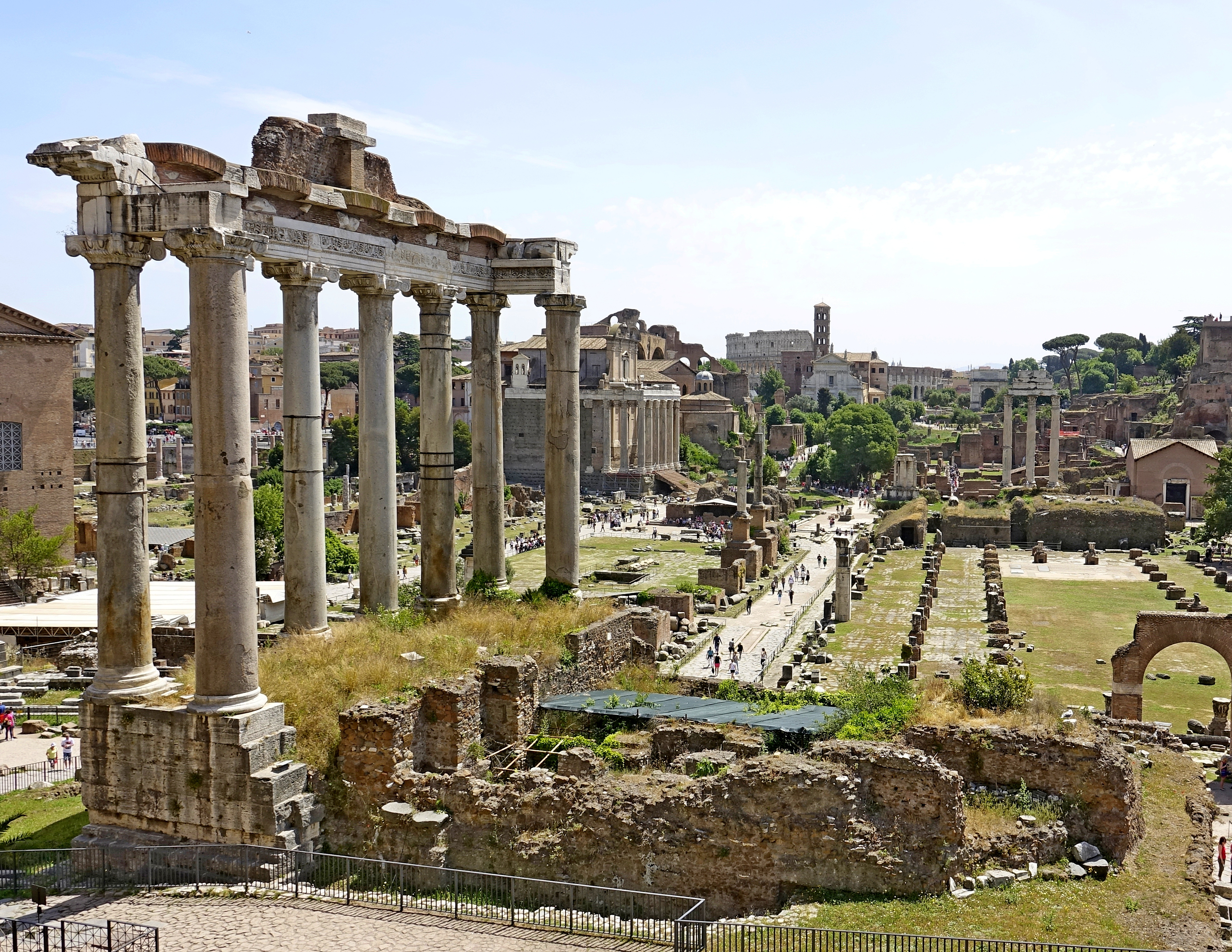
Saturnustemplet på Forum Romanum.
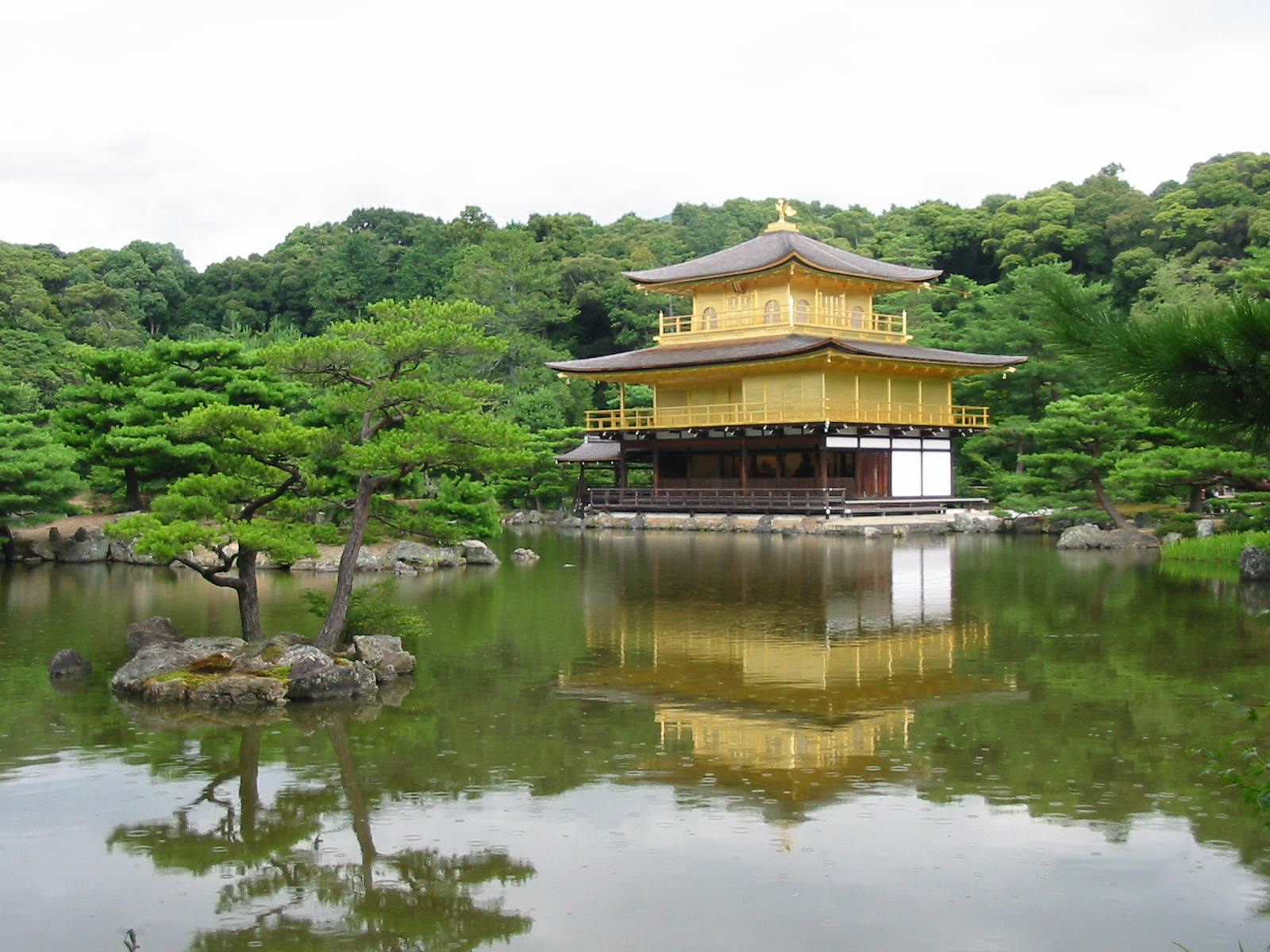
Kinkakujitemplet i Japan.
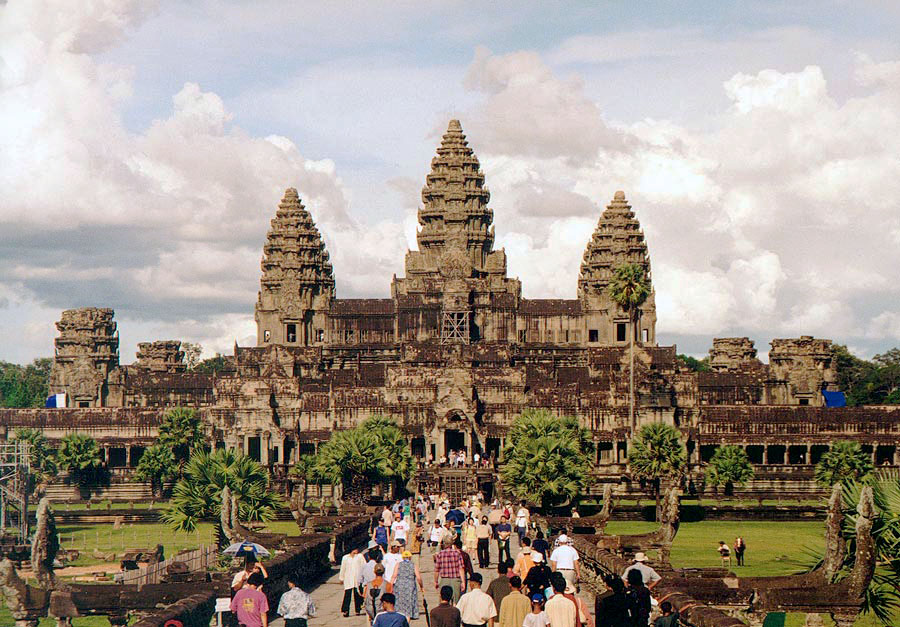
Angkor Wat.
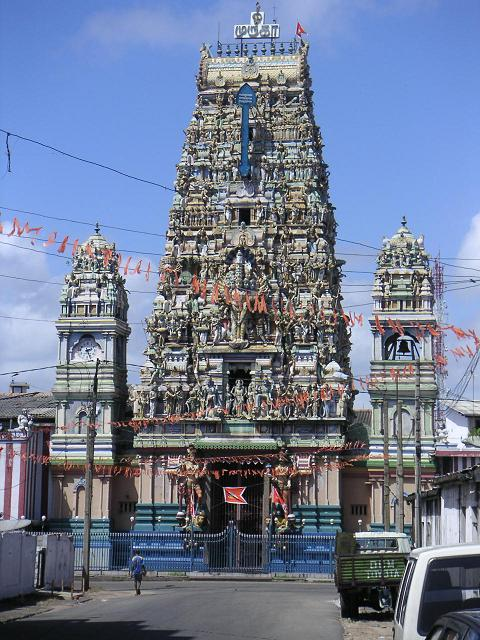
Hindutempel på Sri Lanka.
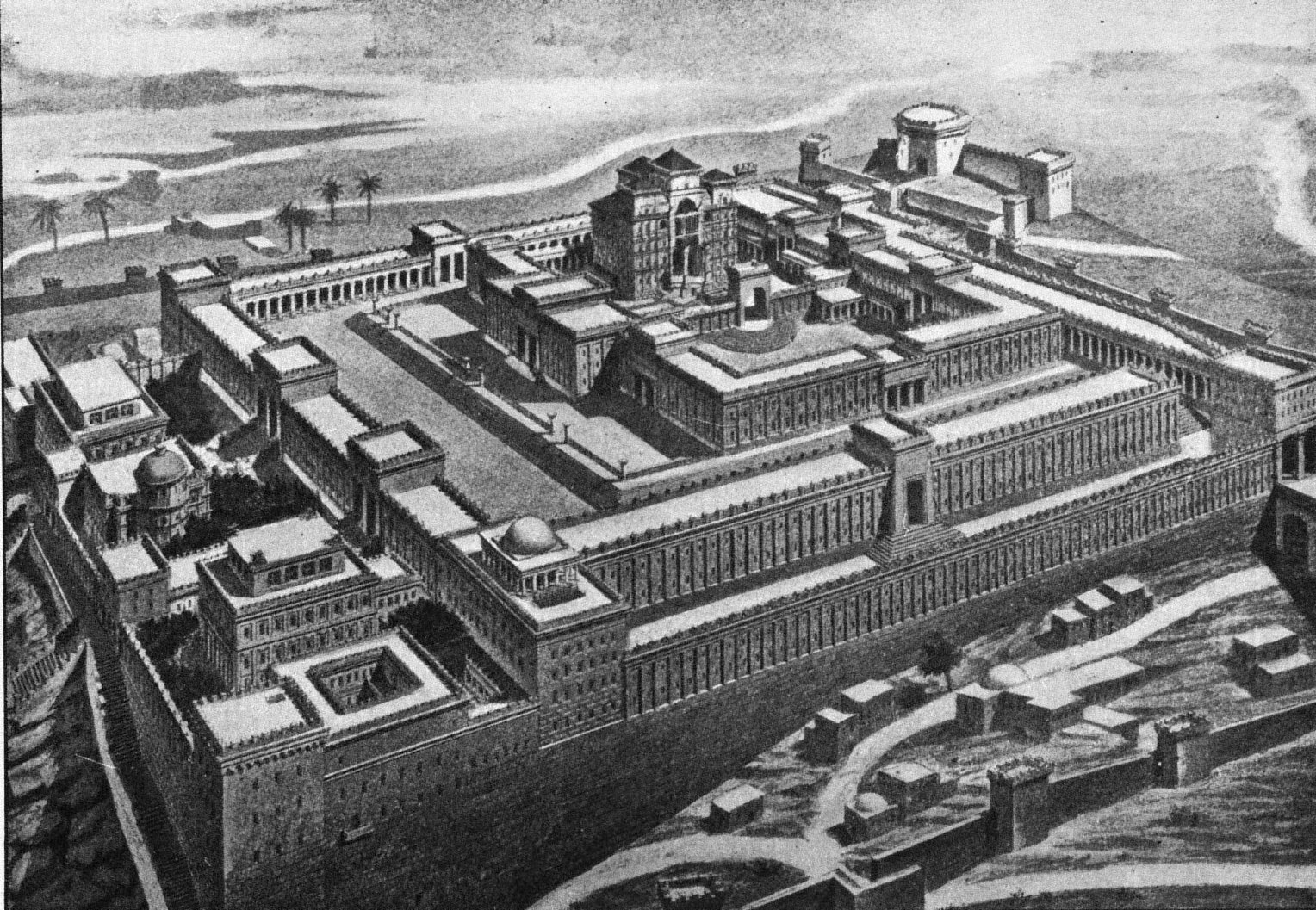
Templet i Jerusalem.
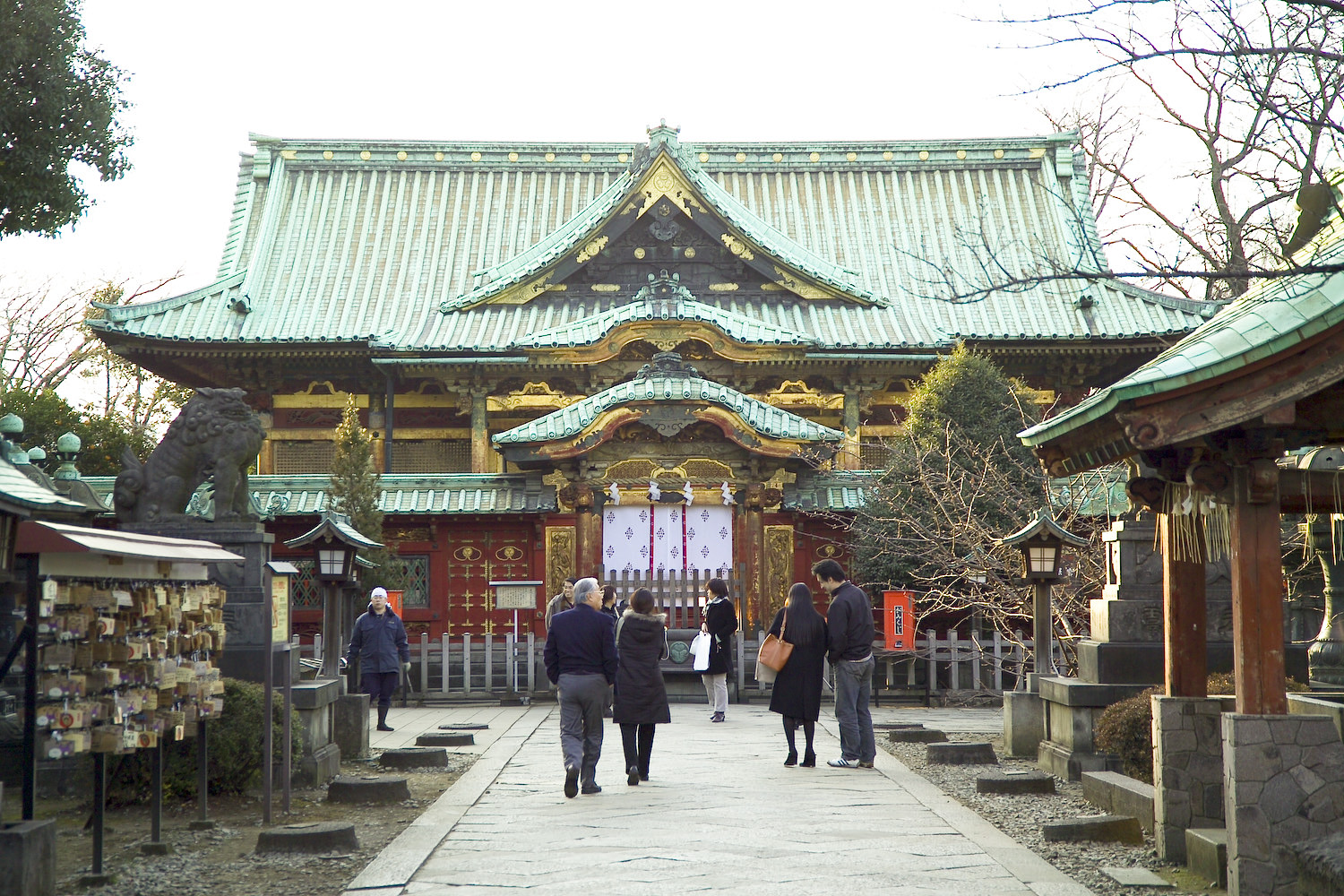
Shintohelgedom, jinja i Japan.
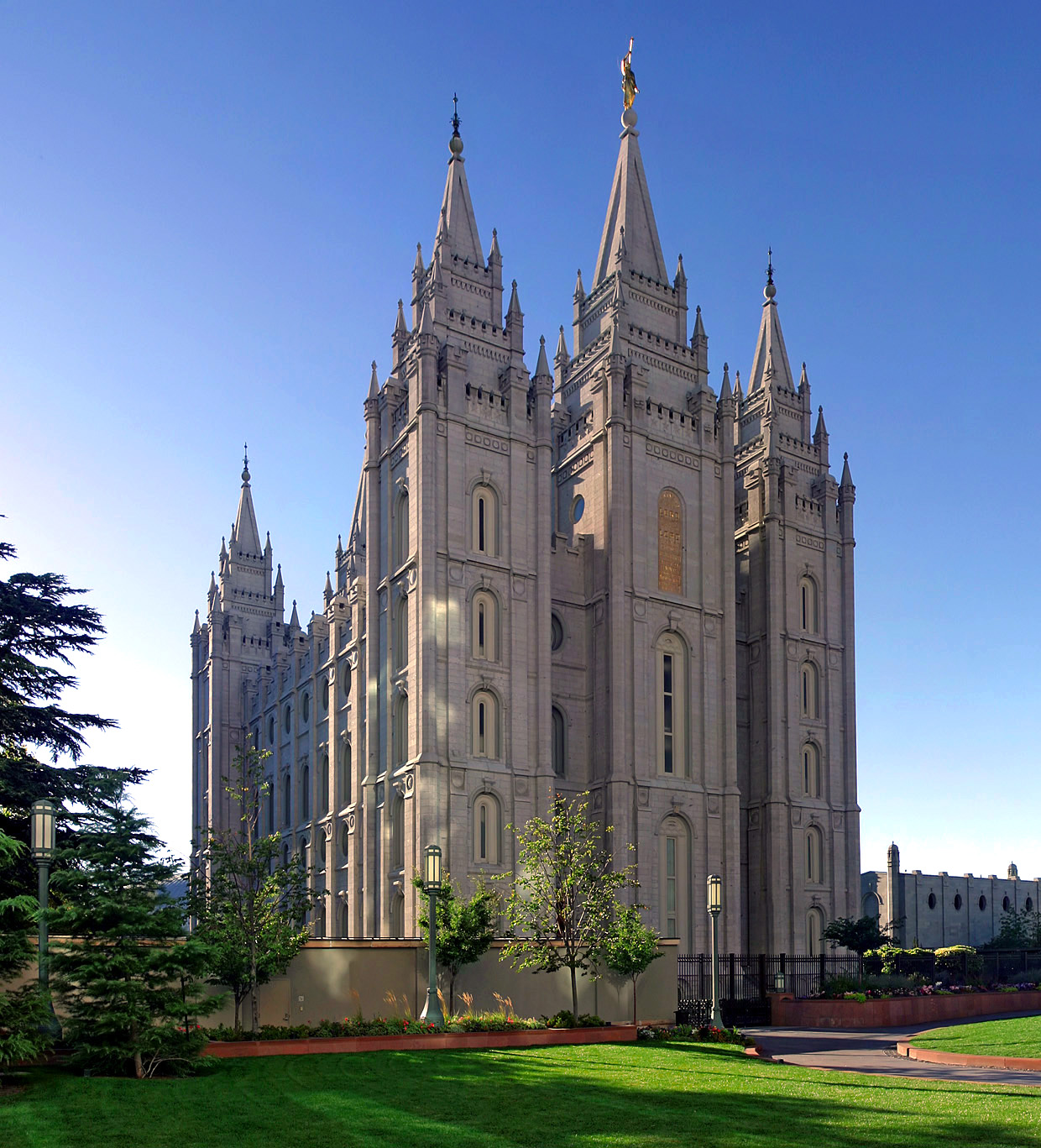
Salt Lake-templet i Salt Lake City, tillhörande Jesu Kristi kyrka av sista dagars heliga.